# Josef Hager (Politiker, 1916)
Josef Hager (* 15. Juni 1916; † 15. Januar 2002 in St. Ingbert) war ein deutscher Landrat des Landkreises Sankt Ingbert.

## Leben
Hager war zunächst in der Kommunalverwaltung von St. Ingbert tätig, ehe er anlässlich des Zweiten Weltkriegs von 1939 bis 1945 in den Kriegsdienst eingezogen wurde. Er holte nach dem Krieg das Abitur nach und begann mit dem Studium der Rechtswissenschaften. 1950 legte er die Große Juristische Staatsprüfung ab und wurde ein Jahr darauf zum Landgerichtsrat in Saarbrücken ernannt.
Am 9. Juli 1956 nahm Hager an seiner ersten Kreistagssitzung als kommissarischer Landrat von St. Ingbert teil, ein Amt, das er bis zum 21. Dezember 1956 bekleidete. Im Anschluss wurde er Landrat des Kreises, seine erste Kreistagssitzung leitete er am 14. Februar 1957. Bis 1965 blieb er Landrat. Bereits 1963 wurde Hager Präsident und Verbandsvorsitzender des Sparkassen- und Giroverbands Saar, was er ab 1965 mit dem Ende seiner Amtszeit als Landrat in hauptamtlicher Funktion ausübte. Darüber hinaus war Hager auch Vorstandsmitglied (Verwaltungsrat-Vorsitzender) im Deutschen Sparkassen- und Giroverband. 1981 ging er in den Ruhestand. Er lebte und starb in St. Ingebert.